# Legęzów
Legęzów dawniej też Ligęzów – wieś w Polsce położona w województwie mazowieckim, w powiecie radomskim, w gminie Zakrzew. Ma status sołectwa.
W latach 1975–1998 miejscowość administracyjnie należała do województwa radomskiego.
Wierni Kościoła rzymskokatolickiego należą do parafii NMP Nieustającej Pomocy w Dąbrówce Nagórnej.